# Scurzolengo
Scurzolengo là một đô thị ở tỉnh Asti vùng Piedmont thuộc Ý, nằm ở vị trí cách khoảng 45 km về phía đông của Torino và khoảng 10 km về phía đông bắc của Asti. Tại thời điểm ngày 31 tháng 12 năm 2004, đô thị này có dân số 617 người và diện tích là 5,3 km².
Scurzolengo giáp các đô thị: Calliano, Castagnole Monferrato và Portacomaro.

## Người Scurzolengo
- Piero Dusio (1899–1975).